# 李海昌
李 海昌（イ・ヘチャン、1865年10月15日 - 1945年3月2日）は、李氏朝鮮末期から大韓帝国期の政治家。

## 生涯
徳興大院君李岹の13世の孫として京畿道抱川郡に生まれ、李夏銓の家系を引き継いだ。光緒15年（1889年）に式年文科に丙科で合格した。以降は司諫院大司諫などの官職を経て、光武8年（1904年）には漢城判尹となった。同年、昌山君に進封されたと同時に、従二品に特資され裕陵守陵官となった。光武9年（1905年）には正二品の正憲大夫となり、光武11年（1907年）には従一品に昇格した。在任中に勲一等太極章・大勲位李花大綬章を受けた。
日韓併合条約締結後の1910年（明治43年）10月16日に、朝鮮貴族として侯爵に列せられた。
一方で財界とも深い関係を築くようになり、韓相龍や李載完などが設立した漢城銀行に1910年から閔泳徽や趙重応らと共に参加し、1923年（大正12年）から1928年（昭和3年）までは銀行の取締役を務めた。

## 死後の評価
2002年に発表された親日派708人名簿と、2005年民族問題研究所で親日人名辞書に収録するために整理した親日人名辞書収録予定者1次名簿に選定された。

## 栄典
位階
- 1931年（昭和6年）1月16日 - 正三位[1]

勲章等
- 1940年（昭和15年）8月15日 - 紀元二千六百年祝典記念章[2]